# ويليام سان بينتو
ويليام سان بينتو (بالإنجليزية: William San Bento)‏ هو سياسي أمريكي، ولد في 11 ديسمبر 1946 في بوتكيت في الولايات المتحدة، وتوفي في 12 سبتمبر 2016. حزبياً، نشط في الحزب الديمقراطي.